# Gorzyce (powiat tarnobrzeski)
Gorzyce – wieś w Polsce, w woj. podkarpackim, w powiecie tarnobrzeskim, w gminie Gorzyce. Leży przy trasie Sandomierz – Stalowa Wola w pobliżu ujścia rzeki Łęg do Wisły.
Siedziba gminy Gorzyce.
W Gorzycach znajduje się klub piłkarski Stal Gorzyce. Związek ten powstał w 1951 roku, sukcesem klubu był udział w rozgrywkach ówczesnej II ligi w latach 2000–2004. W sezonie 2024/2025 Stal występuje w stalowowolskiej klasie okręgowej.
We wsi znajduje się duża liczba zakładów przemysłowych i firm, z których największe to Tenneco i Alumetal Gorzyce. Miejscowość plasuje się w czołówce wsi o największej liczbie mieszkańców w Polsce.
W latach 1954–1972 wieś należała i była siedzibą władz gromady Gorzyce. W latach 1975–1998 miejscowość należała administracyjnie do województwa tarnobrzeskiego.
Przez miejscowość przebiega droga krajowa nr 77 z Lipnika do Przemyśla, oraz droga wojewódzka nr 854 z Gorzyc do Annopola.

## Części wsi
| SIMC    | Nazwa           | Rodzaj     |
| ------- | --------------- | ---------- |
| 0791504 | Baskiery        | część wsi  |
| 0791510 | Cypel           | część wsi  |
| 0791527 | Fantazja        | część wsi  |
| 0791533 | Górka           | część wsi  |
| 0791540 | Ług             | część wsi  |
| 1043610 | Niwka           | część wsi  |
| 0791579 | Pączek Gorzycki | przysiółek |
| 0791556 | Podkole         | część wsi  |
| 0791562 | Przybyłów       | część wsi  |

## Historia
Wieś jest datowana na koniec XI w. lub początek XII w. Początkowo istniała tam tylko strażnica sandomierskiego grodu, wokół której powstała wieś. Około 1138 roku za przyczyną księcia Henryka Sandomierskiego we wsi została erygowana pierwsza parafia na terenie całej Puszczy Sandomierskiej.
W średniowieczu krzyżowały się tu trzy szlaki handlowe:
- wodny Wisłą z Krakowa do Gdańska,
- wodny Sanem z Krzeszowa oraz Ulanowa do Gorzyc, a następnie Wisłą do Gdańska,
- lądowy z Sandomierza przez Kopki aż do Morza Czarnego.

Tutaj również Henryk Sienkiewicz umieścił epizodyczny wątek Potopu (tom III, rozdział VIII).

...Obóz był bardzo obszerny, obejmował cały trójkąt, utworzony przez San i Wisłę. U wierzchołka trójkąta leżał Pniew; u podstawy Tarnobrzeg z jednej strony, Rozwadów zaś z drugiej. Oczywiście całej rozległości niepodobna było wzrokiem ogarnąć; jednak, jak okiem sięgnął, widać było szańce, okopy, roboty ziemne i faszynowe, na nich działa i ludzi. W samym środku okolicy w Gorzycach była kwatera królewska, tam też stały główne siły armii...

Ślady tych szańców można spotkać jeszcze w Motyczu Szlacheckim. Na pamiątkę tamtych wydarzeń w Gorzycach jest obecnie ulica Onufrego Zagłoby i ulica Henryka Sienkiewicza.
W 1702 r. po bitwie pod Kliszowem na terenie dzisiejszych Gorzyc odbył się tzw. Zjazd sandomierski, czyli obrady pospolitego ruszenia województwa małopolskiego. Okolica nasza zaznaczyła się w czasach Księstwa Warszawskiego. Od 12 czerwca do 13 czerwca 1809 r. miała miejsce „bitwa wrzawska”. Wojska polskie liczyły około 7 tysięcy, austriackie około 18 tysięcy ludzi.
Jerzy Skowronek pisze: „w bitwie pod Wrzawami książę Józef Poniatowski dobrze wykorzystał teren i uczestniczył bezpośrednio w walce, mimo to na skutek przewagi wroga doznał porażki i musiał cofnąć się na prawy brzeg Sanu”.
Bitwa wrzawska miała być ostatnią batalią, w której dowodził i brał udział wódz naczelny armii polskiej, książę Józef Poniatowski. Funkcję kwatery księcia i jego sztabu pełnił dworek w Trześni. Miejsce „bitwy wrzawskiej” upamiętnia obelisk wzniesiony w XIX wieku ku czci poległych żołnierzy księcia Józefa Poniatowskiego.
W okresie międzywojennym w ramach budowy Centralnego Okręgu Przemysłowego powstała w Gorzycach prywatna fabryka, której właścicielami byli inżynierowie z Warszawy z zakładów firmy Lilpop, Rau i Loewenstein, Erazm Mieszczański i Tadeusz Jaroszewski. Fabryka produkowała małe odlewy ze stopów aluminium dla przemysłu lotniczego (m.in. piasty kół do samolotów Łoś), naczynia kuchenne i proste narzędzia rolnicze. Fabryka przybrała nazwę Warszawska Odlewnia Metali Półszlachetnych. Po drugiej wojnie światowej zakłady znacjonalizowano i stały się Wytwórnią Sprzętu Komunikacyjnego. W wyniku prywatyzacji w 2001 roku WSK PZL stała się firmą Federal-Mogul.

## Kościół

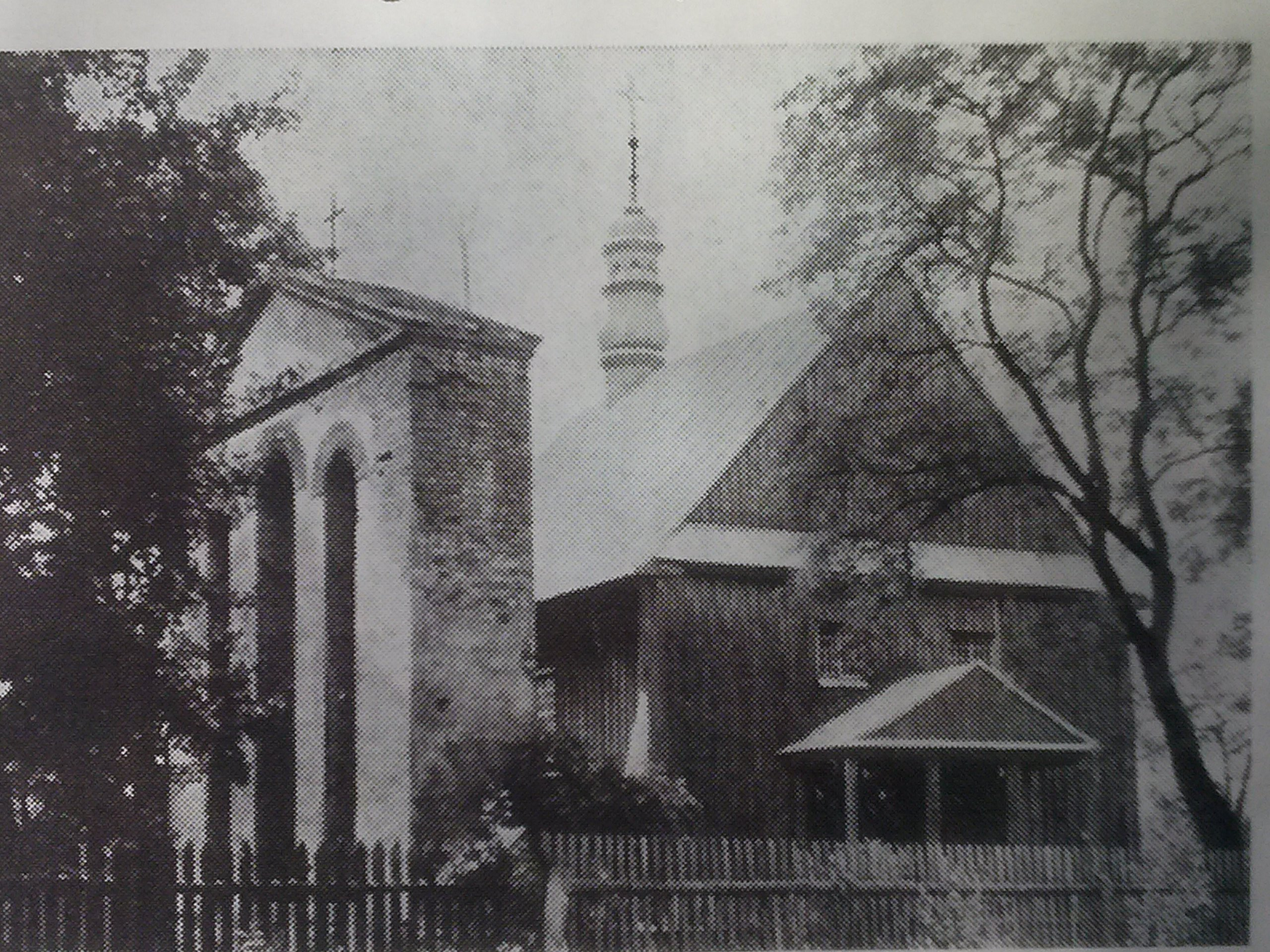
Niezachowany kościół w Gorzycach (1828-1944)

Pierwsze wzmianki o istnieniu parafii w Gorzycach pochodzą z 1138 roku zapisane przez kronikarza Jana Długosza. W 1148 roku kościół św. Wita został wymieniony w bulli papieskiej.
Kolejne parafie na tym terenie powstały w Wielowsi (1215), Trześni (po 1241) i Zaleszanach (1271). W 1326 roku wzmiankowano o franciszkanach na Pączku Gorzyckim, a do parafii należały też Wrzawy. Podczas potopu szwedzkiego ucierpiał kościół, który odbudowano i konsekrowano w 1679 roku.
Najstarsze spisy wzmiankują o parafii w Gorzycach: Gorzyce Villa, palatinatus, Sandomiriensis, e. lignea T. E.. s. Vitus M. Just patronatus: Collegium parochii: Antonius Formankiewicz, vicedecanus collegiatae Sandomiriensis, n. 1716 in Daleszyce, o. 16 IV 1740, b. 26 VI 1743.
Kościół spłonął w 1794 roku. Następny drewniany kościół pw. Franciszka Salezego, z polecenia dziedzica Konstantego Wiktora zbudowano na nowym miejscu w 1828 roku. W 1852 roku kościół został konsekrowany. W 1906 roku w Gorzycach urodził się ks. major Wojciech Rojek (kapelan obrony Warszawy w 1939 roku).
4 sierpnia 1944 roku podczas przechodzenia frontu, kościół spłonął od pocisków niemieckich, pozostała tylko murowana dzwonnica. W latach 1947–1950 staraniem ks. Adama Osetka zbudowano nowy murowany kościół pw. św. Franciszka Salezego i Andrzeja Boboli, który został poświęcony 29 czerwca 1958 roku przez bp Stanisława Jakiela. W latach 1997–2000 dokonano rozbudowy kościoła i zbudowano nową dzwonnicę.
Proboszczowie parafii w Gorzycach.
- 1743– ?, ks. Antoni Formankiewicz[7].
- 1810(?)–1824, ks. Pontianus Ulatowski[11].
- 1824–1825, ks. Jan Miksiewicz (administrator)[12].
- 1825–1827, ks. Jakub Karpiński[13].
- 1827–1846(?), ks. Sebastian Kolankiewicz[14].
- 1852(?)–1875, ks. Franciszek Ksawery Nowicki[15].
- 1875–1900, ks. Jan Leszczyński[16].
- 1900–1901, ks. Michał Dukiet (administrator)[17].
- 1901–1925, ks. Wincenty Jaroń[18].
- 1925–1954, ks. Adam Osetek (od 1949 roku dziekan dekanatu rozwadowskiego)[19][20].
- 1954-1984, ks. Jan Potocki
- 1984–2018, ks. Władysław Drewniak (dziekan dekanatu gorzyckiego)[21].
- od 2018 ks. dr Mariusz Kozłowski (dziekan dekanatu gorzyckiego)[22].

Parafia św. Franciszka Salezego i św. Andrzeja Boboli w Gorzycach przynależy do dekanatu Gorzyce w diecezji sandomierskiej.

## Osiedle Gorzyce
Miejscowość Gorzyce ma charakter miejsko-wiejski. Część wiejska charakteryzuje się skoncentrowaną zabudową w postaci domków jednorodzinnych z przylegającymi do nich budynkami gospodarczo-rolnymi. Na osiedlu dominują elementy zabudowy wielorodzinnej i przemysłowej (Federal-Mogul). Dodatkowo rozbudowuje się osiedle Przybyłów, gdzie powstaje wiele domków jednorodzinnych.
Według danych z 1 września 2011 r. gminę Gorzyce zamieszkują 15 642 osoby, w tym liczba mieszkańców Gorzyc wynosi 10 005 osób tj. 72,81% ogólnej liczby mieszkańców gminy. Część wiejską sołectwa zamieszkuje 2963 osób, zaś Osiedle Gorzyce 7042 osób.
Osiedle dzieli się na podzespoły:
- Zakole
- 3 Maja
- Edukacji Narodowej
- Erazma Mieszczańskiego
- Metalowców
- 11 Listopada
- Żwirki i Wigury
- Słoneczna
- Działkowców
- Por. Sarny

## Przemysł
Na terenie Gorzyc działa wiele zakładów produkcyjnych. W 2001 roku, w wyniku prywatyzacji firma WSK Gorzyce została przejęta przez korporację amerykańską Federal-Mogul. Spółka produkuje tłoki oraz odlewy z metali lekkich.
Na terenie zakładu działają:
- Alumetal Sp. z o.o.
- RH Alurad Wheels Polska Sp. z o.o.
- Press+Sintertechnik Sp.zo.o.
- Remix S.A. Zakład Utrzymania Ruchu
- Suret Sp. z o.o. – Oddział Gorzyce
- AHC Polska Sp. z o.o.
- Metaltec Magaj & Szymański s.c.

Na terenie Gorzyc funkcjonują cztery cegielnie produkujące ceramikę budowlaną. Zarejestrowanych jest wiele podmiotów gospodarczych, najwięcej w dziedzinie handlu oraz transporcie drogowym. Zlokalizowana jest piekarnia, młyn, masarnia, funkcjonuje spółdzielnia mieszkaniowa.

## Placówki edukacyjne
- Przedszkole Samorządowe w Gorzycach
- Szkoła Podstawowa nr 1 im. ks. Adama Osetka w Gorzycach[24].
- Szkoła Podstawowa nr 2 im. Jana Pawła II w Gorzycach[25].
- Zespół Szkół im. por. Józefa Sarny w Gorzycach

## Urodzeni w Gorzycach
W 1941 w Gorzycach urodził się aktor filmowy i teatralny oraz reżyser Janusz Bukowski.

## Media
Telewizja
- TVP3 Rzeszów
- iTV Wisła-telewizja internetowa
- TVL Telewizja Lokalna-telewizja internetowa

Radio
- Radio Leliwa (104.7MHz)
- Radio Rekord Sandomierz (99.7MHz)
- Radio Rzeszów (90.3MHz)

Prasa
- „Tygodnik Nadwiślański”, Echo Dnia, „Nowiny”, „Super Nowości”, „Sztafeta”

Internet
- „Tygodnik Nadwiślański”
- Portal Gorzyce24.pl